# Daan Netten
Daan Netten (Den Bosch, 20 september 1934 – aldaar, 16 januari 2021) was een Nederlands voetballer die doorgaans als verdediger of middenvelder speelde. Hij kwam uit voor BVV en navolger FC Den Bosch en was bij beide teams aanvoerder. Naast het voetbal werkte hij in de bouw. Nadien was Netten als scout aan FC Den Bosch verbonden en was hij trainer in het amateurvoetbal.